# برایان کرافت
برایان کرافت (انگلیسی: Brian Croft؛ زادهٔ ۲۷ سپتامبر ۱۹۶۷) بازیکن فوتبال اهل بریتانیا است.
از باشگاه‌هایی که در آن بازی کرده‌است می‌توان به باشگاه فوتبال کمبریج یونایتد، باشگاه فوتبال کویینز پارک رنجرز، باشگاه فوتبال بث سیتی، باشگاه فوتبال تورکی یونایتد، باشگاه فوتبال استوک‌پورت کانتی، باشگاه فوتبال بلکپول، باشگاه فوتبال ساوتپورت، باشگاه فوتبال گرنثم تاون، و باشگاه فوتبال شروزبری تاون اشاره کرد.